# Collectio Anselmo dedicata
Die Collectio Anselmo dedicata (lat. „Die Anselm gewidmete Sammlung“) ist eine umfangreiche Kanones-Sammlung, die im späten 9. Jahrhundert in Norditalien entstand. Der unbekannte Kompilator widmete sein Werk dem Erzbischof Anselm II. von Mailand, in dessen Pontifikat (882–896) die Sammlung demnach abgeschlossen wurde. Die Anselmo dedicata ist nach Rechtsmaterien in zwölf Bücher geteilt und enthält neben echten Dekretalen und Konzilsbeschlüssen auch viele Pseudoisidorische Fälschungen und Auszüge aus dem Römischen Recht.

## Quellen, Gliederung, Inhalt

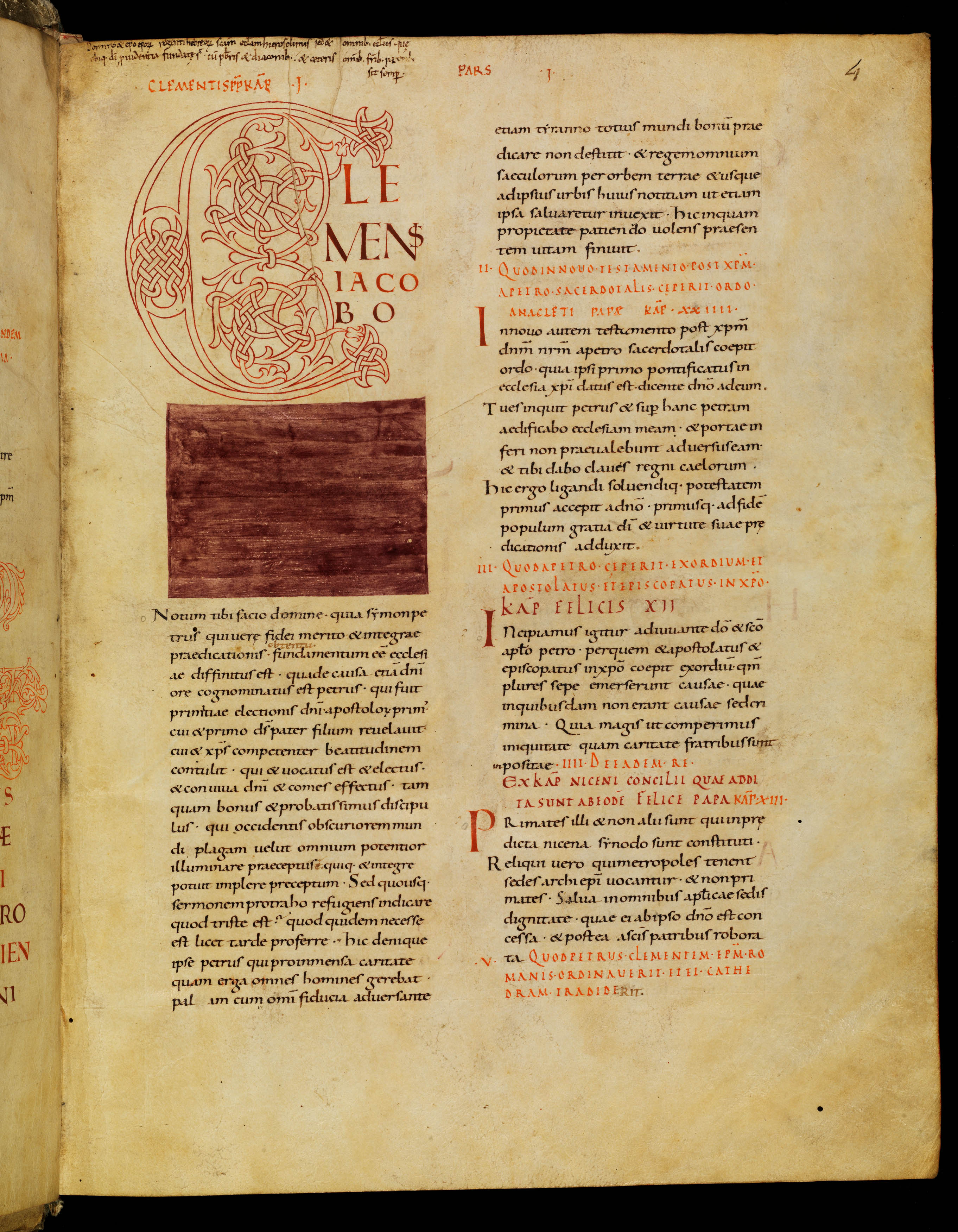
Beginn des Hauptteils der Collectio Anselmo dedicata in Bamberg, Staatsbibliothek, Msc.Can.5, fol. 4r.